# Souterrain von Arnabost
Das Souterrain von Arnabost lag in Arnabost auf der Inneren-Hebriden-Insel Coll in Argyll and Bute in Schottland. Bei Souterrains wird grundsätzlich zwischen „rock-cut“, „earth-cut“, „stone built“ und „mixed“ Souterrains unterschieden.
Das Souterrain von Arnabost wurde um 1855 beim Bau der Straße von Sorisdale nach Ballyhaugh entdeckt. Es liegt unter dem Carrigeway südlich der Kreuzung mit der Straße nach Arinagour. Vom Eingang, der sich auf der Nordwestseite der Straße befand und nun von einem Haus bedeckt ist, erstreckt sich ein etwa 11,6 m langer Gang in einem Bogen nach Südosten, der sich am Ende zu einer ovalen Kammer mit einem Durchmesser von etwa 2,1 m erweiterte. Der Gang ist etwa 0,7 m breit, und die „stone built“-Wände haben eine maximale Höhe von etwa 1,3 m. Das Dach bestand aus Stürzen aus Stein und Holz. Die Verwendung von Holz ist ungewöhnlich, wurde aber auch beim Souterrain von Bankfoot in Perthshire nachgewiesen. Der Gang liegt unter der modernen Straße und ist angeblich noch intakt, aber die Endkammer in einer Kiesgrube am Südostende ist zerstört, und der Gang wurde mit Trockenmauerwerk verschlossen.
1896 wurde die Kammer ausgegraben und eine Bronzenadel, mindestens zwei Feuersteinabschläge, Bruchstücke grober Töpferware sowie einige Knochen und Muscheln gefunden. Zwei blaue Glasperlen und „ein verdrehter Streifen Gold“ sollen bei anderen Gelegenheiten gefunden worden sein. Nur die Perlen und die Nadel sind erhalten.
Betty MacDougall beschreibt 1966 in ihrer Arbeit über die Geschichte der Insel (in „Isle of Coll. Eilean Cholla“) die Entdeckung und Zerstörung des Souterrains.